# Élisa Garnerin
Pour les articles homonymes, voir Garnerin.
Élisa Garnerin (Paris, 1791 – 1853) est une des premières aérostières et la deuxième femme parachutiste.

## Biographie

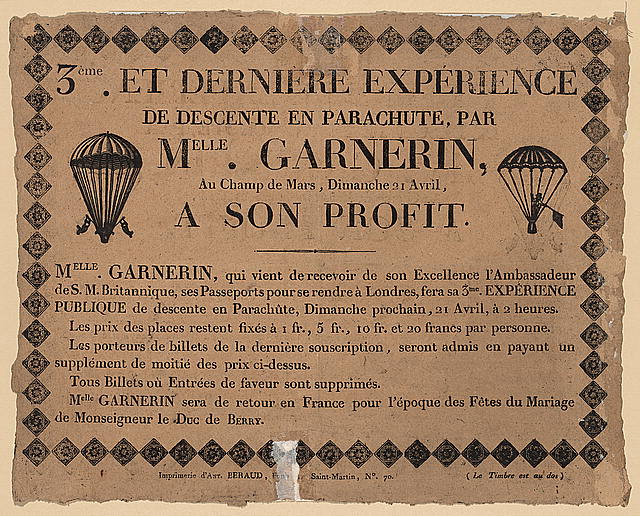
Affiche annonçant le troisième saut en parachute public d'Élisa Garnerin, au Champ-de-Mars.

Elle est la nièce d'André-Jacques Garnerin et la fille de Jean-Baptiste Olivier Garnerin.
Le 22 octobre 1799, dix jours après Jeanne Labrosse (sa tante par alliance, épouse d'André-Jacques Garnerin), elle fait son premier saut en parachute de 1 000 mètres d'altitude, sans écouter les  médecins qui prédisaient qu'« avec ces sauts audacieux, la pression de l'air pourrait mettre en danger les organes délicats de la jeune fille ».
Au cours des années, Élisa Garnerin réalise des cascades toujours plus audacieuses. Le 3 juin 1809, elle s'élève dans un ballon depuis le jardin de Tivoli. Lors de la célébration à Paris de la victoire des Alliés sur Napoléon, le 27 septembre 1815, elle se produit devant le roi de Prusse Frédéric-Guillaume III.
Le 15 août 1817, elle saute en parachute au-dessus du jardin des plantes de Rouen. Une plaque commémorative lui y rend hommage (de même qu'à l'aérostière Sophie Blanchard).
En mai 1818 à Madrid, son aérostat ne s'envole pas et elle doit être mise en prison au palais du Buen Retiro pour satisfaire la population.
Le 30 juin 1827, elle fait un saut à Turin.
Elle se retire en 1836 après sa 39e descente en parachute.